# Rasteransicht

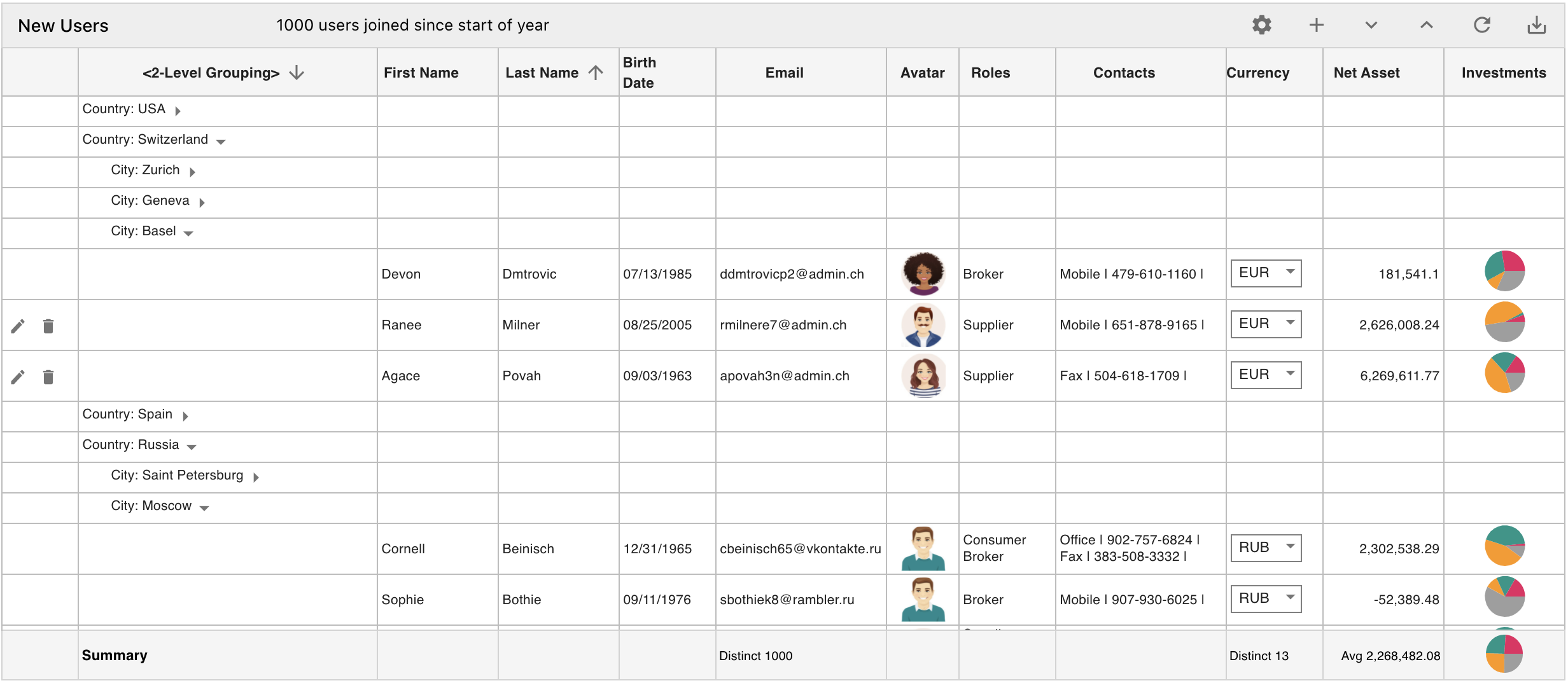
Eine Rasteransicht (Grid View) mit gruppierten & sortierten Personendaten.

Eine Rasteransicht (engl. Grid View), auch Data Grid, Data Grid View, Flex Grid oder einfach Tabelle (engl. Table) genannt, ist ein Steuerelement einer grafischen Benutzeroberfläche, mit dem man große Mengen an homogen aufgebauten Daten tabellarisch darstellen kann. Am häufigsten dienen diese Steuerelemente zum Anzeigen und Bearbeiten von Datensätzen aus einer Datenbank.
Die technischen und visuellen Möglichkeiten können je nach Implementierung stark variieren. Die einfachsten Implementierungen können in den einzelnen Zellen lediglich unformatierten Text enthalten, wohingegen die komplexesten Varianten einen Funktionsumfang von modernen Tabellenkalkulationsprogrammen wie Microsoft Excel oder OpenOffice Calc bereitstellen.

## Erscheinungsbild
In einer Rasteransicht können nahezu beliebig viele Spalten und Zeilen mit variabler oder fester Breite bzw. Höhe definiert werden. Die erste Spalte dient meistens als Zeilenüberschrift und enthält häufig eine fortlaufende Nummer. Die oberste Zeile dient als Spaltenüberschrift und enthält meistens die Namen der Attribute eines Datensatzes. Zeilen- und Spaltenüberschriften sind in der Regel schreibgeschützt. Die restlichen Zellen enthalten die Attributwerte eines Datensatzes.
Bis auf die Zeilen- und Spaltenüberschriften, lassen sich Zeilen und Spalten mit der Maus durch Ziehen neu anordnen.
In vielen Varianten ist es möglich, die Datensätze anhand eines Attributs (Spalte) auf- oder absteigend zu sortieren. In diesem Fall werden kleine auf- und abwärts zeigende Pfeile neben der Spaltenüberschrift angezeigt.
Während einfache Implementierungen nur die Möglichkeit bieten, die Zellen mit einem einfachen Textfeld zu bearbeiten, können höher entwickelte Varianten (je nach Datentyp der Spalte) auch andere Steuerelemente, wie beispielsweise Kontrollkästchen, Drehfelder, Kombinationsfelder oder Dropdown-Kalender bereitstellen. Derartige Steuerelemente werden in diesem Kontext als In-Place Editor bezeichnet.
Ebenso ist es in komplexen Implementierungen möglich, die Datensätze (Zeilen) nach bestimmten Kriterien zu gruppieren. In diesem Fall ist es möglich große Mengen an Datensätzen auszublenden und nur die relevante Gruppe anzuzeigen. Das Prinzip entspricht einer Baumansicht.
Auch ist es möglich, die Zellen nach Belieben zu formatieren. So können beispielsweise die Hintergründe der Zeilen alternierend eingefärbt werden, um ein Zebramuster zu erzeugen. Bei Finanzdaten können negative Werte rot und positive Werte grün eingefärbt werden. Auch die Gitternetzlinien lassen sich meistens beliebig einfärben oder ausblenden.
Es ist meistens auch möglich, zusätzlich zum Text (oder auch alleinstehend), kleine Bilder (z. B. Dateisymbole oder Profilbilder) anzuzeigen.

## Alternative:ListBoxundListView

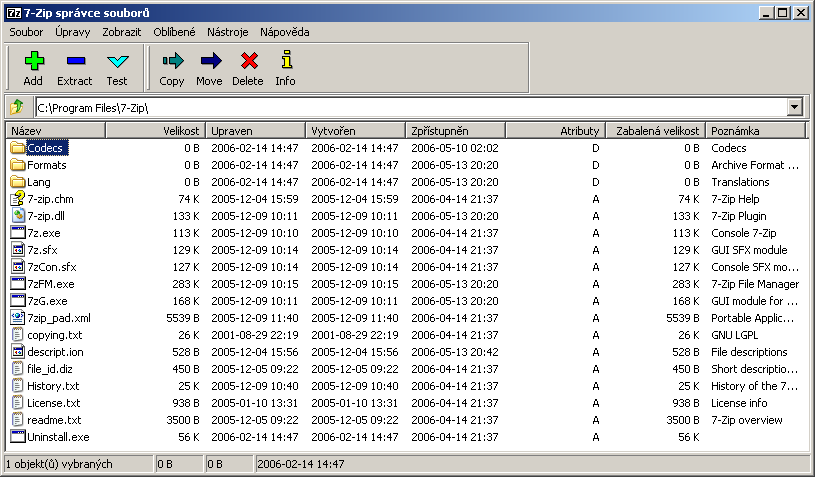
7-Zip Dateimanager mit einer List View zur Anzeige von Dateien in einem Ordner.

Für einfache Daten reicht ein Listenfeld (List Box) oft aus. Auch diese kann man in den meisten Fällen grafisch anspruchsvoller (z. B. alternierende Hintergrundfarbe), mit Hilfe des sogenannten Owner-Draw-Prinzips, gestalten.
Eng verwandt mit dem Grid View Steuerelement ist die Detailansicht des List View Steuerelements, welches häufig in Dateimanagern zum Anzeigen der Ordnerinhalte, zu finden ist. Im Gegensatz zu einer Grid View, ist eine List View nicht an eine tabellarische Ansicht gebunden und kann die hinterlegten Daten beispielsweise auch als Icon oder Kachel darstellen.
In der Praxis sind die Unterschiede zwischen Listenfeld (List Box), Listenansicht (List View) und Rasteransicht (Grid View) zunehmend fließend.